# Вер (Рейнланд-Пфальц)
Вер (нім. Wehr) — громада в Німеччині, розташована в землі Рейнланд-Пфальц. Входить до складу району Арвайлер. Складова частина об'єднання громад Брольталь.
Площа — 9,92 км2. Населення становить 1112 ос. (станом на 31 грудня 2020).

## Галерея

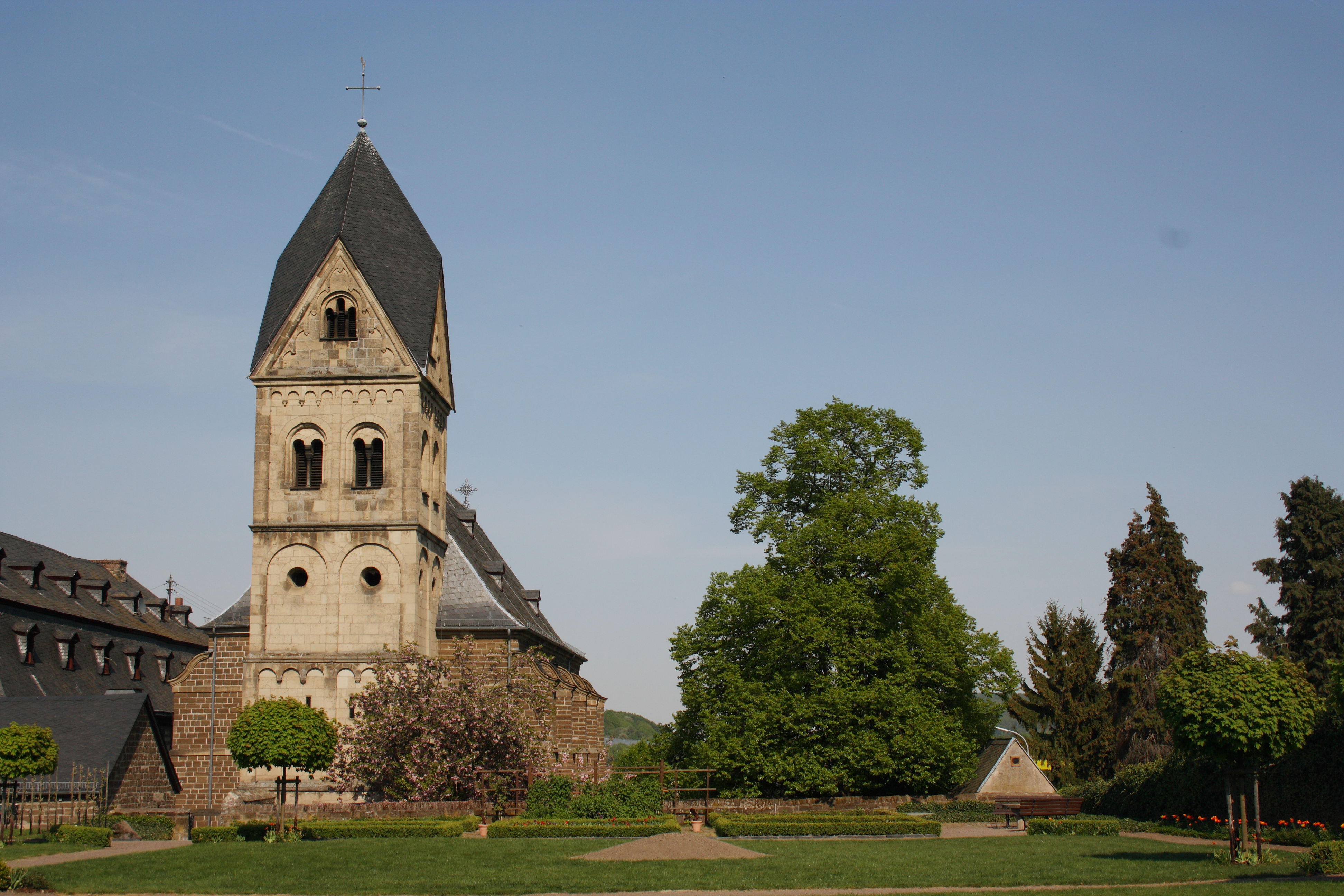